# William Henry Chamberlin
William Henry Chamberlin (17 de fevereiro de 1897 - 12 de setembro de 1969) foi um historiador e jornalista estadunidense. 